# Молдовани
Молдова́ни (рум. moldoveni) — етнос, до якого, станом на 2014 рік відносило себе 75.07 % мешканців Молдови, і значною меншиною в Україні та Росії.
Загальна чисельність — приблизно 3,35 млн чоловік. Основна мова — румунська. На побутовому рівні існують незначні відмінності між румунською мовою в Молдові та Румунії. Традиційна релігія — християнство (православ'я).

## Виникнення
Після приєднання у 1812 Бессарабії до Російської імперії російський уряд почав поступово почав проводити політику зросійщення місцевого румунського населення та створення окремої молдавської ідентичності на противагу румунському національному відродженню, яке ставило собі за мету об'єднання всіх румунських земель в одній державі.

## Співвідношення з румунським етносом
Низка діячів культури і офіційних осіб Молдови і Румунії в ранзі міністрів неодноразово заявляли про приналежність молдован до румунського етносу («ми румуни — і крапка»)[джерело?]. Ця ідеологія особливо сильно проявила себе після здобуття Молдовою незалежності і прийняття румунської граматики та латинського алфавіту для молдовської мови як офіційної. Так, президент Молдови Микола Тімофті (2012—2016) на зустрічі зі своїм румунським колегою Траяном Бесеску погодився, що молдовської нації не існує: «Ми поговорили і погодилися, що Румунія і Республіка Молдова — дві незалежні і суверенні держави, але в яких живуть в основному румуни. Нас об'єднує мова, традиції, радості і нещастя, через які пройшли румуни за останні століття». У цей же час, колишній президент Молдови Володимир Воронін (2001—2009) заявляв про свою категоричну незгоду з цим і підкреслював, що, за переписом 2004 року, «94 % корінного населення Молдови вважають себе молдованами, а не румунами».
У Румунії варіант молдава́ни також може використовуватися для позначення всіх мешканців території історичного Молдавського князівства, нині розділеної між Румунією (47,5 %), Республікою Молдова (30,5 %) та Україною (22 %), незалежно від етнічної приналежности. У Румунії вихідці із Західної Молдови, які ідентифікують себе з цим терміном, зазвичай заявляють про румунську етнічну приналежність, тоді як молдован з Бессарабії (включаючи Республіку Молдова) зазвичай називають бессара́бами (рум. basarabeni).

## Традиції
У традиційній їжі значне місце займали страви з кукурудзяного борошна, молочні продукти, овочі. Мамалиґу з кукурудзяного борошна, яку доповнював хліб, варили щодня. Найбільша кількість страв молдовани готували з овочів — їх вживали у свіжому вигляді, варили, смажили, пекли, фарширували, гасили, солили. Характерні страви — овочевий суп (молд. ciorbă, чорба), м'ясний суп (молд. zamă, заме, зама), листковий пиріг із бринзою (рум. plăcintă, плечінте, плачинда), голубці, загорнуті у виноградне листя (рум. sarmale, сармале), протерта квасоля з товченим часником (рум. fasole flecuite — фасолє флєкуітє) та інші.
Усна народна творчість представлена календарною та сімейною обрядовою поезією, казками, героїчним епосом, історичними, ліричними та іншими піснями, прислів'ями, приказками. Найбільший пам'ятник ліро-епічної народної поезії — балада «Міоріца». Народні пісні переважно одноголосні, в деяких районах (в основному, на кордоні з Україною) — двухголосні. Найбільш поширені музичні інструменти — кобза, цимбали (струнні), флуйєр, кавал, най (духовий типу флейти Пана), чімпой (волинка), скрипка. Традиційні танці — хору, жок, молдовеняска, калушул (калюшу); виконуються зазвичай у супроводі оркестру.
Одне з найдавніших ремесел — гончарство. Глиняні горщики, глечики, тарілки і чашки повсюдно використовувалися в повсякденному житті. Високоякісні керамічні вироби могли бути найрізноманітнішої форми, прикрашені різнокольоровими візерунками.
Також широко поширене виготовлення килимів. За давньою традицією, наречена повинна була дати в придане килим, витканий її руками. Молдовські килими роблять гладкими, без ворсу, як ніби зіткані з льону.

## Житло
Молдовські поселення XV—XVII ст. розташовували в основному на берегах, терасах і в долинах річок, на схилах пагорбів. Найбільш давній тип планування поселення в Молдові — прирічний, або лінійний. З часом з'явилися й інші типи поселень — кучевий, або гніздовий, вулично-квартальний.
Селянська садиба складалася з житлового будинку та кількох господарських будівель різного призначення (приміщення для худоби, для зберігання зерна та знарядь праці, погріб, літня кухня і ін.). Частина садиби займалася під сад, город і виноградник. Садиба оточувалася дерев'яним або кам'яним парканом, а ворота прикрашалися орнаментом.
Якщо в XIV—XVI ст. переважало однокамерне житло-землянка або напівземлянка, то в кінці XVI — на початку XVII ст. вже будують наземне житло, яке XVII—XVIII ст. розповсюджується по всій території Молдови. XIX століття виникає молдовський трикамерний будинок, що складається з сіней (тінде), житлової кімнати і «каса маре» (вітальня). В наш час селяни будують багатокімнатні будинки з вигодами, наближаються до міських, однак традиційні кімнати зберігаються.
Значне місце в оздобленні житлових будинків займає художньо оброблене дерево і камінь. Народне молдовське житло розрізняється в різних регіонах. У північних районах житлові будинки прикрашають орнаментом більше, ніж у південних. На півночі будинки часто прикрашають кольоровим розписом і прикрасами з декоративної прорізної жерсті. Обов'язковим елементом є скляна веранда. У центральних і південних районах в будівлях зберігаються призьба і галерея, дерев'яні стовпи або кам'яні колони. На півдні поширені довгі будинки, що стоять торцем до вулиці, що мають зазвичай двосхилий дах і дерев'яні стовпи або кам'яні колони. Інтер'єр прикрашають виробами народних ремісників.

## Костюм
Традиційний молдовський жіночий одяг складається з білої орнаментованої сорочки, багато клинової спідниці, полотняного фартуха і хустки.
Одяг чоловіків включає білу сорочку, штани, суконний жилет або хутряну безрукавку, баранячу шапку і саморобне взуття зі шкіри. Невід'ємною частиною костюма є тканий вовняний пояс червоного, зеленого або синього кольору, довжиною до 3 метрів.
Деякі деталі народного одягу збереглися досі: хутряні та сукняні безрукавки, баранячі шапки.

## Молдовани за межами Республіки Молдова
Молдовська діаспора за межами Республіки Молдова складається з молдован, що постійно проживають на території інших країн, а також трудових мігрантів, які тимчасово виїхали з Молдови для роботи за кордоном. Молдовани проживають в основному в колишніх республіках СРСР, а також в Італії, Іспанії, Португалії, Бразилії. Число гастарбайтерів за офіційними даними становить 200—300 тисяч осіб, а за неофіційними — до 1 млн. За оцінками експертів, за межами країни перебуває приблизно 400—600 тисяч громадян Молдови.